# Sphagnum ornatum
Sphagnum ornatum är en bladmossart som beskrevs av H. Crum 1985. Sphagnum ornatum ingår i släktet vitmossor, och familjen Sphagnaceae. Inga underarter finns listade i Catalogue of Life.